# HTMS Similan (AORH 871)
HTMS Similan (AORH 871) je zásobovací tanker thajského královského námořnictva. Tanker byl pro Thajsko vyvinut v Čínské lidové republice pod označením projekt R22T. Hlavním úkolem plavidla je poskytovat logistickou podporu thajské letadlové lodě Chakri Naruebet. Čínské námořnictvo později na základě tankeru Similan vyvinulo vlastní zásobovací lodě projektu 903.

## Stavba
Program stavby zásobovacího tankeru pro thajskou letadlovou loď byl zahájen roku 1993. Pro stavbu plavidla byl vybrán čínský projekt, ve kterém byly využity poznatky z konstrukce tankeru Čching-chaj-chu sovětské třídy třídy Komandarm Fedko, který ČLR získala rozestavěný v první polovině 90. let. Tanker Similan byl postaven čínskou loděnicí Hudong v Šanghaji. Na vodu byl spuštěn 9. listopadu 1995 a uvedena do služby 12. srpna 1996.

## Konstrukce
Posádku tvoří 157 osob, přičemž na palubě může být ubytováno dalších 26 osob (např. kadetů). Obrannou výzbroj tvoří čtyři 20mm kanóny Oerlikon GAM-B01. Kapacita tankeru je 7900 tun nafty, 2500 tun leteckého paliva, 250 tun vody a 680 tun munice a dalšího materiálu. K zásobování slouží dvě stanice pro palivo a další dvě pro pevné zásoby. Na zádi se nachází přistávací plocha a hangár pro jeden transportní vrtulník (např. S-70B Seahawk). Pohonný systém tvoří dva diesely SEMT-Pielstick 16PC2-6V400, každý o výkonu 12 000 bhp, pohánějící dva lodní šrouby. Nejvyšší rychlost dosahuje 20 uzlů. Dosah je 10 000 námořních mil při rychlosti 15 uzlů.

## Operační služba
Tanker Similan se podílel na podpoře mezinárodního námořního uskupení Combined Task Force 151 (CTF-151), které mělo za úkol potlačení pirátství v oblasti Adenského zálivu. Dne 23. října 2010 se vrtulník z tankeru Similan, v době tvořící doprovod oceánské hlídkové lodě HTMS Pattani, podílel na zneškodnění pirátských plavidel, která napadla norskou obchodní loď MV Merlin Arrow.